# Покровская церковь (Глухово)
Церковь в честь Покрова Пресвятой Богородицы — действующая православная церковь в селе Глухово Дивеевского района Нижегородской области.
Восстановлена в 2009—2010 годах.

## История
Церковь построена в 1731 году на средства помещика Аргамакова Петра Михайловича.
В 1936 году по решению советских властей глуховская церковь была закрыта, а служившие в ней священники арестованы и сосланы. Здание церкви использовалось  колхозом им. Сталина под зернохранилище, а 8 июня 1940 года райисполком передал её под мастерскую МТС и электростанцию.
Позже для удобства пользования несущие опоры храма разобрали, входы расширили. В воскресный день июня 1947 года церковь рухнула. И была разобрана до основания.
Колокольня устояла, но в 1984 году во время сильной грозы молния попала в её деревянный купол, и он сгорел.
В 2001 году нижегородец Алексей Силаев, купивший в Глухово дом, отреставрировал купол звонницы. В 2003 году село посетил недавно назначенный епископ Георгий. В 2004 году несколько женщин под руководством Валентины Голяковой зарегистрировали церковную общину. Планировалось построить небольшую деревянную церковь. С просьбой о помощи жители села обратились к правящему архиерею. Одним из основных благотворителей стал президент Новикомбанка Илья Губин, за что был награждён от имени Патриарха орденом преподобного Серафима Саровского III степени. Проект был разработан церковным архитектором и реставратором Андреем Анисимовым, реставрационные работы и новое строительство вели «Мастерские Андрея Анисимова».
Строительные работы возглавил священник Игорь Борисов. 21 июля 2009 года на праздник явления Казанской иконы Пресвятой Богородицы архиепископ Георгий заложил в основание строящегося храма памятную капсулу с грамотой. На торжественной церемонии присутствовал архиепископ Тернопольский и Кременецкий Сергий, в своей речи он сказал: «Каждый из нас должен помнить, что, возрождая земные храмы, мы возрождаем храм души своей. Трудитесь в радости и благодарности в жизни земной ради радостей блаженных в жизни вечной».
Десять колоколов для сельского храма были изготовлены на заводе Николая Шувалова в городе Тутаеве по технологии «глинозаливки», позволяющей отливать колокола особой прочности, обладающие чистым звуком. Крест и колокола были освящены архиепископом Георгием в октябре 2009 года.
Настоятелем прихода с февраля 2010 года был назначен иерей Игорь Борисов.
14 сентября 2010 года архиепископом Георгием был освящен придел в честь Илии Пророка. В этот же день в храме владыкой была отслужена первая Божественная литургия. Настоятель храма протоиерей Игорь Борисов отметил, что именно в Глухове в 1920-е годы заседал революционный совет, который закрыл Дивеевский монастырь и разогнал его насельниц, и вот «спустя восемь десятков лет высшая справедливость восторжествовала и враги воскресшего Бога, как поется в Пасхальном каноне, расточились».
Чин освящения главного престола возрождённого храма был совершен 6 ноября 2010 года архиепископом Нижегородским и Арзамасским Георгием в сослужении настоятеля протоиерея Игоря Борисова.
На освящение главного престола приходу были подарены старинная икона Божией Матери «Знамение» и от Мастерских Андрея Анисимова большая мозаичная икона Спасителя, которая осеняет сейчас главный вход в храм.
В декабре 2010 года была завершена работа над четырёх ярусным иконостасом в главном приделе. За образец специалистами мастерской «Ковчег» были взяты иконы русской иконографической школы XV—XVI веков. Изготовление корпуса иконостаса велось согласно традициям древней костромской школы резьбы, характерной для храмов Московского Кремля, с нанесением тонировок, с использованием цветной эмали.
23 февраля 2012 года архиепископ Нижегородский и Арзамасский Георгий совершил великое освящение придела во имя преподобного Алексия, человека Божиего.

## Духовенство
- Настоятель храма — иерей Вячеслав Астафьев[12]